# Frederik Kruimink
Frederik Everhardus (Frits) Kruimink (Oss, 12 november 1917 – Leidschendam, 7 augustus 2008) was viceadmiraal van de Koninklijke Marine. Hij werd Frits of Beer/Bear genoemd. Bij zijn dood was hij een van de langstlevende krijgsgevangenen die in Oflag IV C in Colditz heeft gezeten.
Kruimink volgde samen met zijn broer de officiersopleiding op het Koninklijk Instituut voor de Marine en op 1 april 1940 werd hij bevorderd tot luitenant ter zee der derde klasse.

## Oorlogsjaren
In 1940 weigerde Kruimink de erewoordverklaring te tekenen en werd hij als krijgsgevangene naar Duitsland vervoerd, waar hij achtereenvolgens in de krijgsgevangenkampen Oflag VI A bij Soest (Duitsland), Oflag VIII C bij Juliusburg, Oflag IV C in Colditz en ten slotte in kamp Stanislau belandde. Na veertien mislukte pogingen gelukte het hem in 1943 met Charles Douw van der Krap te ontsnappen, niet zonder moeilijkheden omdat er vier meter onder de grond een gang onder een twee meter dikke muur gegraven moest worden. De ontvluchting geschiedde in Duits uniform. Na omzwervingen in de Karpaten kwam hij in contact met Russische partizanen. Uiteindelijk wist hij Warschau te bereiken, waar hij 4½ maand met de Poolse ondergrondse samenwerkte. Via Berlijn kwam hij in Brussel bij de Belgische verzetsbeweging terecht. Onderweg werd hij viermaal aangehouden door de Gestapo in Berlijn en Venlo. Na een maand moest hij noodgedwongen naar Parijs omdat de Belgische verzetsbeweging werd ontbonden. Belangrijke personen uit deze beweging waren gearresteerd door de Gestapo. In Parijs werd hij commandant van een verzetsgroep van de Forces françaises de l'intérieur.
Toen Parijs op het punt stond bevrijd te worden, bevond hij zich ongeveer vijftien kilometer van de hoofdstad. Hij simuleerde zwaargewond te zijn en werd door het Rode Kruis naar Parijs vervoerd. In Parijs was de strijd nog bezig. Na de bevrijding van Parijs vloog Kruimink met een Amerikaanse generaal naar Engeland, waar koningin Wilhelmina hem in een audiëntie ontving die twee uur duurde. Hij werd door haar onderscheiden met het Bronzen Kruis. Hij ging weer naar de marine, na bijscholing door de Royal Navy. Op 5 mei 1945 trouwde hij met Dorothy Robinson; toevalligerwijs hoorde hij 's ochtends op de radio dat Nederland bevrijd was.

## Na de oorlog
Na de oorlog vervulde hij een groot aantal functies. Hij vertrok vlak na de oorlog met de Hr.Ms. Jacob van Heemskerck naar de Oost. Hij gaf les op het Koninklijke Instituut voor de marine. Verder volgden plaatsingen in het buitenland, Norfolk VA (Verenigde Staten) en liaisonofficier in Singapore. In 1962 was hij commandant van Hr.Ms. Groningen welk schip na een vlootbezoek aan de West doorvoer naar Nieuw-Guinea. In 2007, 45 jaar na deze wereldreis, kreeg Kruimink het eerste exemplaar van het aan hem opgedragen boek De valreep beklimmen aangeboden, een door de vroegere Groningen-matroos Mart Goffau geschreven dagboek.
Als kapitein ter zee was hij commandant van de kruiser Hr.Ms. De Ruyter en hoofd van de marine-inlichtingendienst. Daarna volgde als schout-bij-nacht de functie van inspecteur onderwijs der zeemacht en als vice-admiraal was hij vlagofficier personeel. Na zijn militaire loopbaan was hij bij het ministerie van Algemene Zaken raadsadviseur in de functie coördinator van de Inlichtingen en Veiligheidsdienst.
Als een van de weinige Nederlandse militairen is hij geïnterneerd geweest in het beroemde slot Colditz.
In 1951 ontving hij de Bronzen Leeuw voor onder meer zijn ontsnapping (eind '43) uit kamp Stanislau (tegenwoordig Ivano-Frankivsk in West-Oekraïne).

## Onderscheidingen

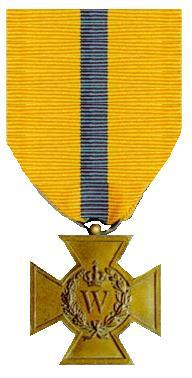
Bronzen Kruis 1941
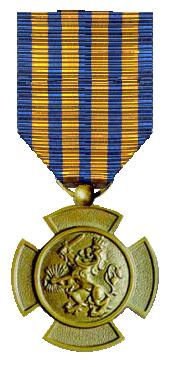
Bronzen Leeuw
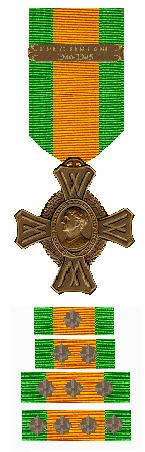
Oorlogsherinneringskruis

- Commandeur in de Orde van Oranje-Nassau
- Ridder in de Orde van de Nederlandse Leeuw